# Jean III d'Estouteville
 (mai 2025).
Si vous disposez d'ouvrages ou d'articles de référence ou si vous connaissez des sites web de qualité traitant du thème abordé ici, merci de compléter l'article en donnant les références utiles à sa vérifiabilité et en les liant à la section « Notes et références ».
Jean III d'Estouteville (né en 1482 - décédé en 1517), est seigneur d'Estouteville et de Valmont au début du XIVe siècle.

## Biographie
Jean III d'Estouteville est le fils ainé de Jacques d'Estouteville, puissant seigneur Normand, et de Louise d'Albret, une des sœurs d'Alain d'Albret. Peu après la naissance de Jean III en 1482, son cousin germain Jean d'Albret, fils ainé d'Alain, devient roi de Navarre par mariage (1484).
Il est également le demi-frère de Charles de Bourbon-Lavedan, que sa mère avait eu dans sa jeunesse d'une liaison avec le duc Jean II de Bourbon.
Jean III perd son père dès 1489 et il lui succède comme seigneur d'Estouteville, Hotot et Valmont et vicomte de Roncheville sous la tutelle de sa mère Louise d'Albret.
Une fois majeur il prête hommage le 26 avril 1503 au roi Louis XII pour ses terres. En 1509 il le suit en Italie et participe à la bataille d'Agnadel (14 mai).

## Mariage et descendance
Jean III épouse en 1509, avec dispense papale, sa sousine germaine Jacqueline d'Estouteville, fille héritière de Guyon d'Estouteville († ap. 1505), sire d'Hambye, Bricquebec, Gacé et Moyon, et d'Isabelle de Croÿ, d'oú une fille unique:
- Adrienne d'Estouteville (21 octobre 1512 - † 15 décembre 1560 à Trie), mariée en 1535 du comte François Ier de Bourbon-Saint-Pol. La seigneurie d'Estouteville est alors érigée en duché d'Estouteville.